# Gonzalo Díaz (regatista)
Gonzalo Eduardo Díaz (La Habana, Cuba, 1 de abril de 1930-Miami, Estados Unidos, 3 de marzo de 2023) fue un regatista cubano y estadounidense.

## Carrera deportiva
Regatista del Miramar Yacht Club, en la clase Snipe fue campeón nacional de Cuba en 1958 y 1959, clasificándose para el campeonato mundial de 1959, en el que se proclamó subcampeón, siendo superado solamente por el barco de Paul Elvstrøm; y para los Juegos Panamericanos de 1959, en los que obtuvo medalla de plata, siendo el oro para Reinaldo Conrad y Antonio Moraes.
Se exilió a Estados Unidos en 1964 y, ganó el Campeonato del Hemisferio Occidental y Oriente en 1972 con su hijo, Augie Díaz.
En 1980 fue nombrado comodoro de la SCIRA, y volvió a competir en el mundial de 1999 como tripulante de su hijo, Augie Díaz, terminando en el noveno puesto.